# جيرو دي توسكانا 2021
جيرو دي توسكانا 2021 (بالإيطالية: Giro della Toscana 2021)‏ هو سباق دراجات هوائية من فئة سباق يوم واحد، وهو الموسم رقم 93 من جيرو دي توسكانا، وأقيم في 15 سبتمبر 2021، وامتدّ لمسافة 191.6 كيلومتر، وهو أحد سباقات طواف أوروبا للدراجات 2021.
فاز بالمركز الأول مايكل فالغرين، وبالمركز الثاني أليساندرو دي مارشي، وبالمركز الثالث دييغو يليسي.

## الفرق
| فرق عالمية (7)- UAE Team Emirates - Astana-Premier Tech - Bahrain Victorious - EF Education-Nippo - Intermarché-Wanty-Gobert Matériaux - Movistar Team - Ineos Grenadiers فرق برو (8)- 2021 أندروني جوكاتولي-سيدرمك ‏ - Bardiani CSF Faizanè - فريق إيولو كوميت لركوب الدراجات 2021 ‏ - أوسكالتيل أوسكادي 2021 ‏ - غازبروم روسفيلو 2021 ‏ - TotalEnergies - 2021 ويلير تريستينا-سيل إيطاليا ‏ - برجس بي إتش 2021 ‏ فرق قارية (2)- D'Amico–UM Tools ‏ - MG.K vis Colors for Peace ‏ فريق وطني- فريق إيطاليا لركوب الدراجات للرجال 2021 ‏ |  |
| |  |

## التصنيف العام النهائي
| التصنيف العام         | التصنيف العام        | التصنيف العام | التصنيف العام                      | التصنيف العام |
| العداء                | العداء               | البلد         | الفريق                             | الوقت         |
| --------------------- | -------------------- | ------------- | ---------------------------------- | ------------- |
| 1                     | مايكل فالغرين        | الدنمارك      | EF Education-Nippo                 | 4 س 33 د 37 ث |
| 2                     | أليساندرو دي مارشي   | إيطاليا       | إيطاليا                            | + 1 د 13 ث    |
| 3                     | دييغو يليسي          | إيطاليا       | فريق الإمارات                      | + 1 د 18 ث    |
| 4                     | لورينزو روتا         | إيطاليا       | Intermarché-Wanty-Gobert Matériaux | + 1 د 18 ث    |
| 5                     | دافيد فييلا          | إيطاليا       | موفيستار                           | + 1 د 18 ث    |
| 6                     | ماركو كانولا         | إيطاليا       | Gazprom-RusVelo                    | + 1 د 18 ث    |
| 7                     | سيرجي تشيرنيتسكي     | روسيا         | Gazprom-RusVelo                    | + 1 د 18 ث    |
| 8                     | جياني موسكون         | إيطاليا       | Ineos Grenadiers                   | + 1 د 18 ث    |
| 9                     | سيرجيو هيغويتا       | كولومبيا      | EF Education-Nippo                 | + 1 د 18 ث    |
| 10                    | Samuele Battistella ‏ | إيطاليا       | Astana-Premier Tech                | + 1 د 18 ث    |
| مصدر: ProCyclingStats |                      |               |                                    |               |

## وصلات خارجية
- الموقع الرسمي
- لمحة عن سباق جيرو دي توسكانا 2021 على موقع  ProCyclingStats   (برو  سايكلنج  ستاتس) - إحصاءات  محترفي  الدراجات.
- جيرو دي توسكانا 2021 على موقع إحصائيات الدراجات الإحترافية (الإنجليزية)